# Claoxylon samoense
Claoxylon samoense är en törelväxtart som beskrevs av Ferdinand Albin Pax och Käthe Hoffmann. Claoxylon samoense ingår i släktet Claoxylon och familjen törelväxter.
Artens utbredningsområde är Samoa. Inga underarter finns listade i Catalogue of Life.